# Tomashevich Pegasus
O Tomasevich Pegasus (comumente chamado de "Pegas") foi um projeto de aeronave de ataque ao solo para a União Soviética contra a Alemanha Nazi durante a Segunda Guerra Mundial.

## Design
O "Pegas" era feito de materiais não estratégicos (madeira de pinho para a estrutura, longarinas e para as asas, placas de vidoeiro para cobrir a fuselagem e placas metálicas leves protegendo a extensão das asas) , era bastante simples, com boa proteção garantida para o piloto na maior parte da cabine (região traseira e lateral). A grande ideia de usar este tipo de materiais era a fácil restauração: se fosse avariado seriamente, voltaria para a base e seria restaurado em poucas horas. A aeronave tinha apenas 2 motores Shvetsov-Okromechko M-11 de 5 cilindros e de 150 hp (o mesmo empregado em algumas versões do Polikarpov Po-2), além de ser pouco maneável, podendo causar diversas baixas partidas de baterias antiaéreas, graças à má capacidade e desempenho em combate aéreo, sendo utilizado apenas por pilotos mais experientes. O Pegas era monoplano e tinha o teto da cabine aberta.

## Histórico
O primeiro protótipo voou em Agosto de 1942. O segundo protótipo (1943) alcançou algum sucesso em avariar alvos inimigos. Com a limitação deste projeto, foi repentinamente abandonado pela Força Aérea Soviética, tendo apenas cinco protótipos construídos. Seria usado na Batalha de Kursk ou ainda em Stalingrado. Outro fator que o eliminou da entrada em serviço foi a aparição do Ilyushin Il-2 Shturmovik, como aeronave de ataque ao solo.

## Desempenho
Procurava-se uma aeronave de custo baixo que se equalizasse à atuação do Junkers Ju-87 Stuka. Era uma aeronave lenta, sendo difícil para que interceptadores e caças-noturnos desacelerassem para atingi-lo significativamente, mas em compensação para os alemães o Pegas era um alvo fácil para armas antiaéreas alemãs. Mas mesmo assim, a fuselagem foi armada para resistir a impactos de metralhadoras de 12,7 milímetros, ou até mesmo canhões de 20mm, capazes de abater B-17's.

### Características
- 2 tanques de combustíveis externos ejetáveis (que seriam rejeitados pelo piloto se incendiassem, localizados atrás de ambos os motores) que garantiriam ao piloto mais meia hora de voo até chegar seguro a uma base
- 1 metralhadora UBS de 12,7 mm
- 2 canhões de 23mm localizados abaixo da cabine do piloto
- 500 kg de bombas: uma bomba de 500 kg ou duas de 250 kg ou ainda bombas anti-pessoais
- Envergadura: 12,63 metros
- Comprimento: 8,78 metros
- Área da Asa: 26,62 metros quadrados
- Velocidade máxima: 172 km/h
- Velocidade de aterrissagem: 80 km/h
- Ascensão: 2 m/s
- Teto de serviço: 2620 metros de altitude (8600 pés)
- Alcance: 400 km

#### Massa
- Vazio: 1800 kg
- Carregado: 2150 kg
- Peso máximo: 2320 kg (não incluindo a carga de bombas)